# Дън (окръг, Уисконсин)
Вижте пояснителната страница за други значения на Дън.
Окръг Дън (на английски: Dunn County) е окръг в щата Уисконсин, Съединени американски щати. Площта му е 2238 km², а населението - 45 440 души (1 април 2020). Административен център е град Меномъни.